# Bridging the Gap (álbum de Charlie Wilson)
Bridging the Gap es el segundo álbum de estudio del cantante estadounidense Charlie Wilson. El álbum debutó en el #184 del Billboard 200 y alcanzó a llegar al  #152 de los listados. A la fecha, el álbum ha vendido 197.000 copias en Estados Unidos. 

## Listado de canciones
| N.º | Título                                     | Duración |  |
| 1.  | «Absolutely»                               | 3:57     |  |
| 2.  | «Another Man» (con Case)                   | 4:18     |  |
| 3.  | «Without You»                              | 5:00     |  |
| 4.  | «Would You Mind»                           | 3:37     |  |
| 5.  | «Big Pimpin'» (con Nate Dogg y Snoop Dogg) | 4:11     |  |
| 6.  | «Can I Take You Home»                      |          |  |
| 7.  | «For Your Love» (con Marc Nelson)          | 5:00     |  |
| 8.  | «Now Ya Sayin' Bye»                        | 3:58     |  |
| 9.  | «Him or Me»                                | 3:57     |  |
| 10. | «Sweet Love»                               | 4:57     |  |
| 11. | «Come Back My Way»                         | 3:57     |  |
| 12. | «A Wonderful One»                          | 4:14     |  |
| 13. | «Charlie's Angel»                          | 3:59     |  |
| 14. | «One Way Street» (con Avant (Bonus Track)) | 4:13     |  |